# كيفن غيلبرت (كاتب)
كيفن غيلبرت (بالإنجليزية: Kevin Gilbert)‏ هو كاتب وشاعر أسترالي، ولد في 10 يوليو 1933 في Condobolin ‏ في أستراليا، وتوفي في 1 أبريل 1993.